# Le Parfum des fleurs la nuit
Ne doit pas être confondu avec Le Parfum des fleurs.
Le Parfum des fleurs la nuit est un récit autobiographique de Leïla Slimani publié le 20 janvier 2021 aux éditions Stock.

## Résumé
La romancière accepte la proposition de l'éditrice Alina Gurdiel de rester seule une nuit d'avril 2019 dans le musée de la Punta della Dogana à Venise, l'un des lieux d'exposition de la Collection Pinault de François Pinault, afin d'écrire une expérience personnelle de la situation. Cette situation déclenche chez Leïla Slimani une réflexion sur le métier d'écrivain et une introspection autobiographique, touchant notamment à son père Othman Slimani, qui, pris dans un scandale politico-financier a été emprisonné et sera acquitté de manière posthume créant un profond traumatisme familial.

## Accueil de la critique
Pour Le Figaro, ce livre de réflexion et d'introspection est « un texte magistral sur les écrivains et la création littéraire ». Télérama voit dans ce « beau » texte « une parenthèse plus intime ». Enfin Le Devoir – qui a également apprécié le livre – considère que Leïla Slimani avec « intelligence et passion, propose, dans Le Parfum des fleurs la nuit, un mélange d’autobiographie et de réflexions sur la vie et sur l’écriture ».
Très apprécié par les critiques de la tribune littéraire du Masque et la Plume, le livre est également retenu quelques semaines plus tard par l'émission dans les quatorze « coups de cœur » des livres pour l'été 2021.

## Éditions
- Éditions Stock, coll. « Ma nuit au musée » 2021,  (ISBN 9782234088306)[6].